# 盛世
盛世，意即兴旺繁盛的时代，規模小的盛世又称为治世。当这种情况发生时，常被描述为太平盛世。中国历史上的许多朝代都存在盛世时期，如汉朝和唐朝的盛世常被合称为漢唐盛世等。
雖然盛世主要是用来形容中国历史上政權的兴旺时期。
与盛世相关的概念还有中興（有时中兴亦会算作盛世延續），指政權在經歷一段長時間後克服了當時環境的巨大壓力，使國家社會從衰退中恢復的情況。与盛世相反的则是乱世，后者与戰爭、民變和政變關係密切。但亂世之中往往會有英雄出現並把國家帶入盛世，創立新政權。

## 定義
戴逸認為：「盛世有陰影，衰世也有希望」；亦指出「盛世不是美哉善哉，萬事大吉。這不是客觀的歷史事實，也不是辯證的思想方法。」